# Leposoma southi
Leposoma southi là một loài thằn lằn trong họ Gymnophthalmidae. Loài này được Ruthven & Gaige mô tả khoa học đầu tiên năm 1924.